# Лейктаун 3
Лейктаун 3 (англ. Laketown 3) — індіанська резервація в Канаді, у провінції Британська Колумбія, у межах регіонального округу Балклі-Нечако.

## Населення
За даними перепису 2016 року, індіанська резервація нараховувала 18 осіб, показавши зростання на 80,0%, порівняно з 2011-м роком. Середня густина населення становила 7,4 осіб/км².

## Клімат
Середня річна температура становить 3,2°C, середня максимальна – 19,5°C, а середня мінімальна – -17,8°C. Середня річна кількість опадів – 496 мм.
| Клімат поселення                              | Клімат поселення | Клімат поселення | Клімат поселення | Клімат поселення | Клімат поселення | Клімат поселення | Клімат поселення | Клімат поселення | Клімат поселення | Клімат поселення | Клімат поселення | Клімат поселення | Клімат поселення |
| Показник                                      | Січ.             | Лют.             | Бер.             | Квіт.            | Трав.            | Черв.            | Лип.             | Серп.            | Вер.             | Жовт.            | Лист.            | Груд.            |                  |
| Середній максимум, °C                         | −4,84            | −1,31            | 4,41             | 10,56            | 15,74            | 19,50            | 19,38            | 19,13            | 14,40            | 8,71             | 0,76             | −5,31            |                  |
| Середня температура, °C                       | −11,32           | −7,79            | −2,07            | 4,09             | 9,27             | 13,03            | 15,32            | 15,05            | 10,32            | 4,63             | −3,31            | −9,38            |                  |
| Середній мінімум, °C                          | −17,8            | −14,27           | −8,54            | −2,39            | 2,79             | 6,55             | 11,24            | 10,98            | 6,26             | 0,55             | −7,39            | −13,46           |                  |
| Норма опадів, мм                              | 45               | 27               | 24               | 26               | 36               | 57               | 56               | 45               | 44               | 47               | 46               | 43               |                  |
| Середньомісячна швидкість вітру, м/с          | 1.52             | 1.70             | 1.90             | 2.10             | 2.10             | 2.00             | 1.90             | 1.70             | 1.70             | 1.86             | 1.81             | 1.60             |                  |
| Середньомісячна сонячна радіація, кДж/м²·день | 2438             | 5059             | 10087            | 15014            | 18866            | 20638            | 20297            | 17088            | 11426            | 6011             | 2793             | 1760             |                  |
| --------------------------------------------- | ---------------- | ---------------- | ---------------- | ---------------- | ---------------- | ---------------- | ---------------- | ---------------- | ---------------- | ---------------- | ---------------- | ---------------- | ---------------- |
| Джерело:                                      |                  |                  |                  |                  |                  |                  |                  |                  |                  |                  |                  |                  |                  |